# Покровский переулок (Владикавказ)
Покровский переулок — переулок во Владикавказе (Северная Осетия, Россия). Находится в Промышленном муниципальном округе между улицами Розы Люксембург и Августовских событий.

## История
Переулок назван в честь православного праздника Покрова Пресвятой Богородицы.
Переулок образовался в середине XIX века и был отмечен на плане г. Владикавказа как Покровская улица. 
Позже получил наименование Покровский переулок. Упоминается под этим же названием в Перечне улиц, площадей и переулков от 1925 года.

## Значимые здания
- 7 — В этом доме проживали народный художник СО АССР Махарбек Сафарович Туганов (1948—1952)[6] и инженер Владимир Иванович Хубаев (1946—1973). Также, в этом доме проживает Заслуженный врач РСО-Алания Григорянц Терезия Агаларовна Архивная копия от 23 декабря 2021 на Wayback Machine. Здание построено в 1942 году и является памятником истории и культуры Северной Осетии[7]. Памятник истории (№ 1530334000).
- 12 — дом, где в 1934—1937 гг. жил поэт Иван Васильевич Джанаев (псевдоним Нигер). Памятник истории (№ 1530335000).